# 黎凡特 (緬因州)
黎凡特（英語：Levant）是一個位於美國緬因州佩諾布斯科特縣的鎮。

## 人口
根據2020年美國人口普查的數據，黎凡特的面積為77.86平方千米，當中陸地面積為77.83平方千米，而水域面積為0.03平方千米。當地共有人口2940人，而人口密度為每平方千米38人。